# Orna
Orna is een geslacht van vlinders van de familie bloeddrupjes (Zygaenidae), uit de onderfamilie Zygaeninae.

## Soorten
- O. angolensis Alberti, 1961
- O. contraria (Walker, 1854)
- O. hyalina (Hampson, 1919)
- O. nebulosa (Guérin-Méneville, 1832)
- O. pectinicornis (Schaufuss, 1870)
- O. postrosea (Hampson, 1919)
- O. subdiaphana (Felder & Felder, 1874)
- O. zygaenoides (Felder & Felder, 1874)